# ドキセファゼパム
ドキセファゼパム（英：Doxefazepam、商品名Doxans）はベンゾジアゼピン系薬物である。抗不安薬、抗てんかん薬、鎮静薬、骨格筋弛緩薬としての作用がある。治療的には睡眠薬として用いられる。1975年のBabbiniと同僚によると、このフルラゼパム誘導体はフルラゼパムの2倍から4倍の効果があり、同時に実験動物における毒性は半分であった。
1972年に特許が取得され、1984年に医療用に使用されるようになった。

## 副作用
世界保健機関（WHO）と国際がん研究機関（IARC）のIARC Monographs On The Evaluation Of Carcinogenic Risks To Humansの66巻のドキセファゼパムのセクション5.5ヒトおよび実験動物に対する発がん性・毒性では「ドキセファゼパムは発がん性の不十分な証拠」とされ、ドキセファゼパムの発がん性に関する実験的証拠は限られているとし、ヒトに対する発がん性の総合評価は「分類できない」と結論づけた。

## 関連記事
- ベンゾジアゼピン